# Anthaxia helvetica
Anthaxia helvetica es una especie de escarabajo del género Anthaxia, familia Buprestidae. Fue descrita científicamente por Stierlin en 1868.